# Abolición del ejército de Costa Rica
La abolición del ejército de Costa Rica se refiere a la supresión de todas las fuerzas armadas de Costa Rica, llevada a cabo el 1 de diciembre de 1948, tras darse por finalizada la guerra civil de ese año. El evento en el cual se suprimieron las fuerzas armadas fue llevado a cabo en el antiguo Cuartel Bellavista, hoy Museo Nacional de Costa Rica, y fue encabezado por el presidente de la Junta Fundadora de la Segunda República, José Figueres Ferrer.
Desde la abolición del ejército, el país solamente ha recurrido a fuerzas militares en dos ocasiones: en 1955 para impedir una invasión desde Nicaragua a cargo de expatriados y con apoyo del gobierno somocista, y en 1965 cuando envió 21 policías como parte de la Fuerza Interamericana de Paz de la Organización de los Estados Americanos durante la ocupación estadounidense de la República Dominicana.

## Antecedentes
Entre 1823 y 1870, en Costa Rica se dieron varios conflictos políticos que se resolvieron militarmente. Durante estos años, generalmente se organizaban grupos armados que luego se disolvían una vez finalizado el conflicto. No obstante, en las principales ciudades del país existían diferentes cuarteles y comandancias encargadas de mantener el orden y en donde se resguardaba la artillería del ejército. A finales del siglo XIX, el número de contingentes del ejército de Costa Rica pasó de alrededor de 15.000 en 1874, a alrededor de 50.000 en 1900.
El 11 de mayo de 1871, bajo el gobierno de Tomás Guardia Gutiérrez, se emitió el Código Militar de la República de Costa Rica. En este código se enuncian los delitos de orden militar, los castigos impuestos y se menciona que son los tribunales militares los que deben seguir las causas a excepción del castigo de pena de muerte o extrañamiento que estaría a cargo del Consejo de Guerra. El 21 de enero de 1884 se emite un nuevo código que es derogado para restablecer de nuevo el emitido en 1871. Entre 1886 y 1900 se aprobaron otras leyes y documentos militares.

Entre 1884 y 1914, el ejército de Costa Rica pasó por un proceso de institucionalización, durante el cual se destinó un porcentaje más elevado del presupuesto del gobierno al ejército para la instrucción militar y pago de salarios. A pesar de esto, a partir de 1921, el gobierno central comenzó a destinar más dinero de su presupuesto a la educación y salubridad, y en consecuencia, las filas del ejército fueron recortadas y se destinaron más recursos a la policía. Gracias a ello, el ejército se debilitó como institución militar.
Entre los años de 1946 y 1948, las fuerzas armadas de Costa Rica venían sufriendo un largo proceso de debilitamiento. Estas se encontraban sin armamento, sin una adecuada organización; con dificultades económicas que le impedían un desarrollo efectivo de sus funciones. y con una débil inversión por parte del gobierno central.
Entre los meses de marzo y abril de 1948 se desencadenó la Guerra civil, causadas principalmente por la anulación de las elecciones de 1948 por parte del Congreso, el cual no reconoció el triunfo del candidato de la oposición Otilio Ulate Blanco. Esto propició la revolución que llevó al poder a José Figueres Ferrer.
Al finalizar la guerra civil y al asumir el poder la Junta de Gobierno, Figueres se encontró con un ejército en total desorganización, sin materiales bélicos, y las escasas armas que tenían eran inservibles y más bien constituían un remedo de ejército y no una fuerza militar verdadera. De esta forma, el 1° de diciembre de 1948, tomó la decisión de disolver el ejército en un acto simbólico realizado en el Cuartel Bellavista, donde demolió de un mazazo una almena de la pared oeste del cuartel.

## Abolición del ejército

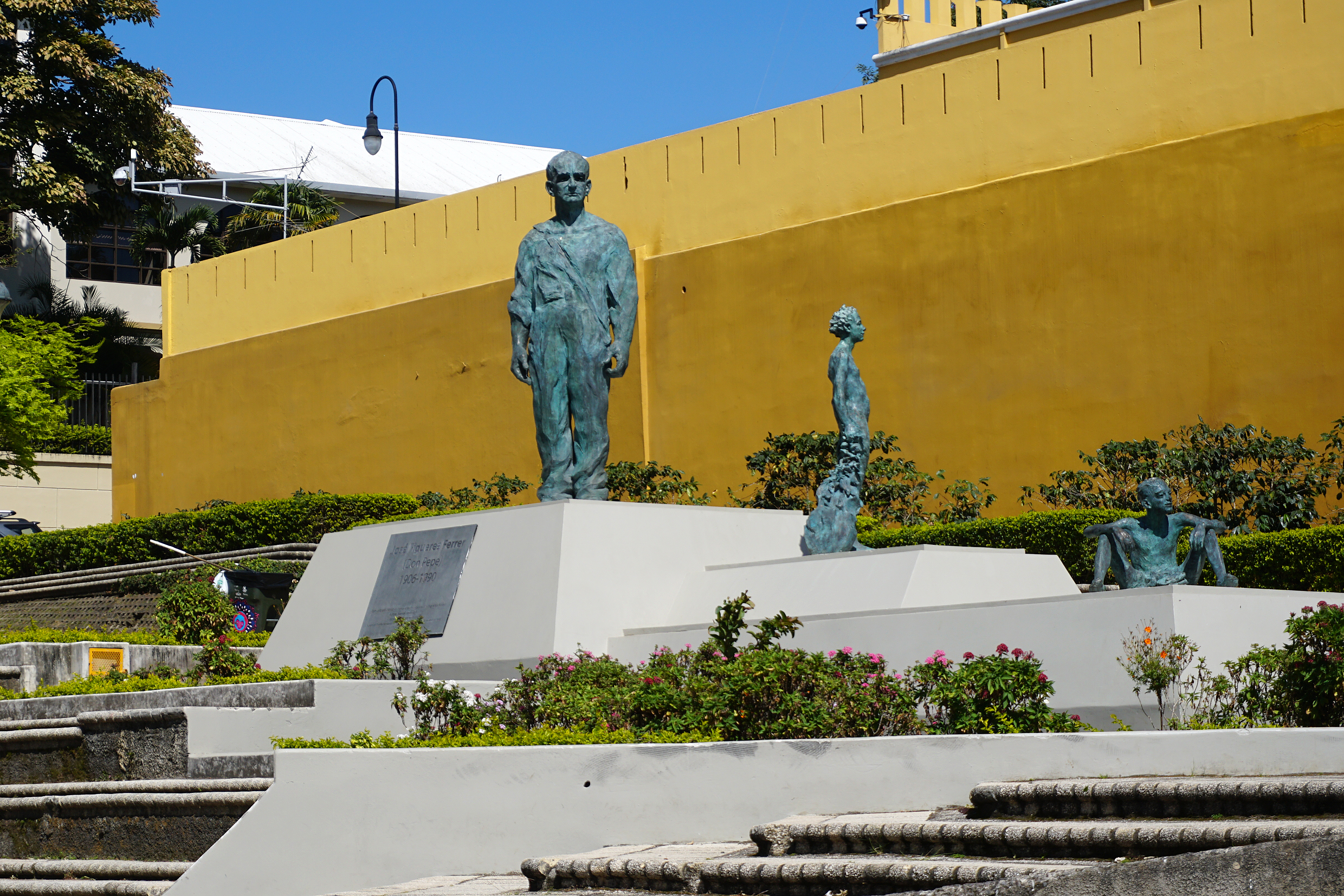
Monumento a José Figueres Ferrer en conmemoración a la abolición del ejército de Costa Rica en 1948, Plaza de la Democracia, San José.

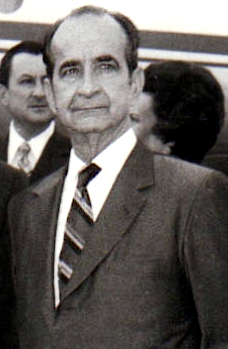
José Figueres Ferrer

El 11 de octubre de 1948, José Figueres Ferrer, mediante el decreto n.º 749, suprimió el ejército como institución permanente. En consecuencia, y como indica el documento, "La Junta Fundadora de la Segunda República declara oficialmente disuelto el Ejército Nacional, por considerar suficiente para la seguridad de nuestro país la existencia de un buen cuerpo de policía".
En el acta n.º 178 de la nueva Constitución Política, dictada el 31 de octubre de 1949, aparece la aprobación del artículo constitucional número 12, que suprime el ejército como una institución permanente y crea la policía civil para el resguardo del orden público; esto permitió utilizar los presupuestos antes asignados al ejército en el desarrollo del aparato educativo principalmente, y además, se traspasa el Cuartel Bellavista a la Universidad de Costa Rica para que allí se instalara el Museo Nacional. Al entrar en vigencia esta Constitución unas semanas más tarde, la abolición del ejército en el sistema político costarricense adquiere rango constitucional.
El 1° de diciembre, en una ceremonia efectuada en el Cuartel Bellavista a la cual concurrieron estudiantes, miembros del cuerpo diplomático y personalidades nacionales, el presidente Figueres derribó de un mazazo un muro de un torreón del cuartel, haciendo pública la decisión de la junta de gobierno de abolir el ejército.

## Repercusiones
En 1955, se realiza en Costa Rica un intento de invasión con la finalidad de derrocar al gobierno electo de José Figueres por parte de fuerzas cercanas a su enemigo, el Dr. Rafael Ángel Calderón Guardia. La misma se dio desde Nicaragua y contaba con el apoyo de los dictadores Anastasio Somoza, Marcos Pérez Jiménez de Venezuela y Rafael Leónidas Trujillo de República Dominicana. La invasión falló debido a que las fuerzas de gobierno contaban con capacidad bélica para repeler una invasión y además el segundo gobierno de Figueres fue mediante un proceso electoral normal, así que era un presidente constitucional.
Tras la abolición del ejército, Costa Rica ha obtenido reconocimiento internacional por ser uno de los pocos países que no cuentan con fuerzas armadas, además de contribuir a la imagen país. La supresión de las fuerzas armadas ha colaborado con la mantenencia de la paz y seguridad de la región. El país al no contar con fuerzas armadas, conllevó a que la Corte Interamericana de Derechos Humanos y la Universidad para la Paz de la Organización de las Naciones Unidas establecieran sus sedes en Costa Rica.
Durante la primera administración de Óscar Arias Sánchez (1986-1990), se declaró el 1° de diciembre de cada año como el Día de la Abolición del Ejército. Dicha declaración se incluyó en el decreto ejecutivo n.º 17357 del 24 de diciembre de 1986. La fecha adquirió carácter de día feriado en 2020 tras ser aprobada por la Asamblea Legislativa.
Durante la Invasión de Nicaragua a Costa Rica de 2010 a 2015, Costa Rica requirió ayuda a organismos internacionales como la Organización de los Estados Americanos (OEA) o la Corte Internacional de Justicia para evitar un conflicto. Por otra parte, Costa Rica es un país miembro del Tratado Interamericano de Asistencia Recíproca (TIAR), el cual puede activarse en algún caso de invasión extranjera.
Gracias a ser el primer país que ha abolido su ejército a nivel mundial, al menos, desde el fin de la Segunda Guerra Mundial, y al afirmar el presidente de Costa Rica José Figueres Ferrer, en el discurso del 1 de diciembre de 1948 la frase "No quiero un ejército de soldados, sino de educadores", Costa Rica se convirtió a nivel internacional como el país símbolo de la paz.
Políticos internacionales de alto renombre han destacado la excelencia de la decisión que tomaron las autoridades costarricenses en 1948, por ejemplo, el político japonés Ryoichi Sasakawa que dijo durante su visita a Costa Rica en 1986 la frase "Dichosa la madre costarricense que sabe que su hijo al nacer jamás será soldado".
Por otro lado, desde el año 2017, en la ciudad de Jerusalén, Israel, la Oficina de Soporte y Promoción de Costa Rica OSPCR celebra cada año el "Concierto Por la Paz" un evento de índole cultura que conmemora la abolición del ejército de Costa Rica y al cual han asistido políticos de diversas partes partes del mundo tales como Israel, Costa Rica, Andorra, Guatemala, Portugal y España entre otros
El 1 de diciembre de 2018, durante la administración de Carlos Alvarado Quesada, se decretó que todos los centros educativos deberían realizar un acto para conmemorar el Día de la Abolición del Ejército, y además entonar el canto de Carlos Guzmán Bermúdez en honor a esa fecha.